# Bernard Robin
Bernard Robin (* 3. Juli 1949 in Beaumont-sur-Sarthe) ist ein ehemaliger französischer Autorennfahrer und der Sohn von Jules Robin.

## Karriere als Rennfahrer
Bernard Robin war in seiner Karriere zweimal beim 24-Stunden-Rennen von Le Mans am Start. 1993 wurde er als Partner von Alain Gadal und Bruno Ilien im Porsche 911 Carrera 2 Cup 26. in der Gesamtwertung. 1994 fiel er nach einem Motorschaden am ALD 06 vorzeitig aus.

## Statistik

### Le-Mans-Ergebnisse
| Jahr | Team                | Fahrzeug                  | Teamkollege    | Teamkollege      | Platzierung | Ausfallgrund |
| ---- | ------------------- | ------------------------- | -------------- | ---------------- | ----------- | ------------ |
| 1993 | Team Paduwa         | Porsche 911 Carrera 2 Cup | Alain Gadal    | Bruno Ilien      | Rang 26     |              |
| 1994 | Stealth Engineering | ALD 06                    | Sylvain Boulay | Dominique Lacaud | Ausfall     | Motorschaden |